# Radamaria
Radamaria is een geslacht van vlinders van de familie spinneruilen (Erebidae), uit de onderfamilie Lymantriinae.

## Soorten
- R. miselioides (Kenrick, 1914)
- R. salvatgei Griveaud, 1977
- R. vadoni Griveaud, 1977
- R. zena (Hering, 1926)